# جوردن مايلز
جوردن مايلز (بالإنجليزية: ACH)‏ هو مصارع محترف أمريكي، ولد في 7 ديسمبر 1987 في أوستن في الولايات المتحدة.

## روابط خارجية
- جوردن مايلز على موقع IMDb (الإنجليزية)
- جوردن مايلز على موقع قاعدة بيانات الفيلم (الإنجليزية)
- جوردن مايلز على موقع CageMatch worker (الإنجليزية)
- جوردن مايلز على موقع قاعدة بيانات المصارعة على الإنترنت (الإنجليزية)
- جوردن مايلز على موقع عالم المصارعة على الإنترنت (الإنجليزية)
- جوردن مايلز على موقع عالم المصارعة على الإنترنت (الإنجليزية)